# 望月洋子
望月 洋子（もちづき ようこ、1931年7月3日 - 2009年3月22日）は、日本の作家、東西交渉史研究家。
大阪府大阪市生まれ。パリのエコール・プラティク修了。1988年『ヘボンの生涯と日本語』で読売文学賞受賞。元夫は国語学者の渡辺実。

## 著書
- 加津佐物語 湯川書房 1976（天正遣欧使節）
- 妖精のうた 中国大陸芸能行 湯川書房 1985
- ヘボンの生涯と日本語  新潮選書 1987
- 海と丘の原風景 ヨルダン社 1998

| スタブアイコン | サブスタブ | この項目は、まだ閲覧者の調べものの参照としては役立たない、文人（小説家・詩人・歌人・俳人・作詞家・作家・放送作家・随筆家（コラムニスト）・文芸評論家）に関連した書きかけの項目です。この項目を加筆・訂正などしてくださる協力者を求めています（P:文学/PJ:作家）。 |